# 미호 모술리슈빌리
미헤일 안조리스 제 "미호" 모술리슈빌리(조지아어: მიხეილ ანზორის ძე "მიხო" მოსულიშვილი, 1962년 12월 10일 ~ )는 조지아의 소설가, 시인, 극작가이다.

## 생애
1986년에 트빌리시 대학교를 졸업했으며, 지질학자와 신문 기자로 일하면서 옛 조지아 왕조의 이야기, 소설 및 연극을 발표하고 보리스 아쿠닌의 소설 3편을 번역했다. 그의 연극 시나리오는 극장, 라디오 드라마, 텔레비전 드라마로 제작되었고, 작품 중 영어, 러시아어, 독일어, 아르메니아어, 라트비아어로 번역되었다.